# Wilhelm Keitel
Wilhelm Bodewin Johann Gustav Keitel, nemški feldmaršal, * 22. september 1882, Helmscherode, † 16. oktober 1946, Nürnberg.
Wilhelm Keitel je nastopil v vojaško službo leta 1901. Pridružil se je artilerijski enoti najprej kot adjutant, nato pa štabni oficir. Za časa prve svetovne vojne je služil na zahodni fronti in bil v topniškem napadu ranjen. Po okrevanju je postal štabni častnik v poveljstvu divizije in bil med drugim udeležen v bitki pri Verdunu in Passchendaelu. V vojski je ostal tudi v povojnem času in leta 1935 pridobil generalski čin ter vodjo vrhovnega poveljstva nemških oboroženih sil, Wehrmachta. Na tej poziciji je bil skozi celo drugo svetovno vojno in kot tak bil eden naj bližnjih Hitlerjevih sodelavcev. Leta 1940 je po padcu Francije pridobil najvišji možni čin maršala. Bil je znan po tem, da je izpolnjeval vse Hitlerjeve ukaze, zato se ga je med nekaterimi oficirji prijel naziv Hitlerjev lakaj. Podpisal se je pod številne ukaze, ki so bili v nasprotju s pravili vojne in človečnosti. 8. maja 1945 je Keitel podpisal nemški dokument o predaji, s čimer je potrdil kapitulacijo Tretjega rajha. Po koncu vojne so mu sodili v Nürnbergu in kjer so ga razglasili za vojnega zločinca, ga obsodili na smrtno kazen ter ga oktobra 1946 obesili. 